# Vuurstorm (verhaal)
Vuurstorm is een oorlogsverhaal geschreven door de Brit Christopher Priest in 1970. Het werd origineel onder de titel Fire storm uitgegeven in 1974 in de verzamelbundel Real-Time World. In het Nederlandse taalgebied verscheen het in de bundel Vuurstorm bij Born NV Uitgeversmaatschappij in de serie Born SF (1978).  

## Het verhaal
Het verhaal gaat over de vernietiging van de stad Anthus. Deze stad had ooit meer dan 1.000.000 inwoners, maar kwam in de vuurlinie te liggen. Kapitein Maast heeft de opdracht gekregen de stad geheel met de grond gelijk te maken, maar dan wel uitgaand van een zo gaaf mogelijke toestand. Daartoe moeten eerst nog enige verzetshaarden weggewerkt worden en wordt er uitvoerig overleg gepleegd, dat eigenlijk maar een eindconclusie kan hebben. De stad wordt vernietigd. Na veel soebatten is het dan zover, de stad mag vernietigd worden. De artillerie vuurt granaten gevuld met napalm af op de stad. De kapitein bekijkt de toestand vanuit een VTOL-vliegtuig. De napalm veroorzaakt een vuurstorm en als gevolg daarvan een luchtledigheid. Het vliegtuigje wordt de vernietiging ingetrokken.
“Napalmgranaten vielen om hem heen, omhuld door wit, vloeibaar vuur. De VTOL smolt en stroomde over hem heen. De vuurstorm was volkomen. En de vernietiging compleet.”  